# Haanina maindroni
Haanina maindroni är en kackerlacksart som först beskrevs av Robert Walter Campbell Shelford 1910.  Haanina maindroni ingår i släktet Haanina och familjen jättekackerlackor. Inga underarter finns listade i Catalogue of Life.